# رادا راسیمف
رادا راسیمُف (ایتالیایی: Rada Rassimov؛ زادهٔ ۳ دسامبر ۱۹۴۱) بازیگر و تهیه‌کننده فیلم اهل ایتالیا است. او تباری صربی دارد.
از فیلم‌ها یا برنامه‌های تلویزیونی که وی در آن نقش داشته است، می‌توان به خوب، بد، زشت، میشل استروگف، راه حل سوم و عشق گمشده اشاره کرد.